# 向堀川
向堀川（むかいほりがわ）は、おもに茨城県古河市を流れる利根川水系の小河川。現在は農業用水路として整備されている。県管理の一級河川 。

## 地理
栃木県小山市域を源流域、野木町を上流域、古河市を中下流域として南流し、古河市前林で利根川に合流する。釈水川・東磯川を支流とする。主な流域は、野木町の中谷・南赤塚および古河市の緑町・旭町・西牛谷・上辺見・大堤・下辺見・砂井新田・大山・前林
。おもな流路長約8.0km（古河市内）、流域面積約27.4平方km。

## 歴史
かつての下流域は大山沼となっていたが、大正9年（1920年）から昭和6年（1931年）にかけて干拓され、現在は水田である。
江戸時代初期の利根川東遷以前は大山沼付近が、常陸川水系（鬼怒川から銚子・太平洋に向かう現利根川下流）と渡良瀬川・旧利根川（江戸川）水系（東京湾方面）との分水界であった。向堀川の水は、権現堂川経由で東京湾方面に向かっていたとも、あるいは、常陸川経由で太平洋に向かっていたように解説されることもあり、定かではない。

## 周辺施設
- 思案橋 - 古河市下辺見にある国道354号線の道路橋。小さな橋で見つけにくいが、トモヱ乳業に隣接する小公園の静御前像が目印になる。昔、静御前が奥州・平泉に逃れた源義経を追って、侍女の琴柱とともに古河の下辺見村まで来たが、ここで義経の死を知り、橋の上で奥州に行くか京に戻るか思案したのちに戻ることにしたという。また思案橋の下の清らかな水に浴すると病や災いから逃れられるとした伝承もあった（弘法水）[8] [9]。

- 大山沼排水機場 - 古河市前林の利根川左岸にある排水機場。大雨などによる市街地や農地への水害を未然に防止するため、排水ポンプを運転して、雨水や生活排水などを河川に強制的に排水するための施設[10]。